# Соколово (Лихославльский район)
Соколо́во — деревня в Лихославльском муниципальном округе Тверской области. Входило в состав Барановского сельского поселения (по 2017 г.), затем Сосновицкого сельского поселения (2017—2021). Деревня находится в 12 км к северо-западу от города Лихославль, рядом с линией «Лихославль — Бологое» главного хода Октябрьской железной дороги. Станция и деревня Барановка — в полукилометре от Соколова. Также рядом деревня Бархатиха.
Население по переписи 2002 года — 52 человека, 26 мужчин, 26 женщин.
В деревне родился Герой Советского Союза (медаль № 3291) Николай Фёдорович Афанасьев (1918—1944).